# Kostel svatého Urbana (Bystré)
Kostel svatého Urbana je římskokatolický kostel v obci Bystré, kde je nejstarší dochovanou historickou památkou.
Přesné datum postavení kostela není známo. Kostel snad nechala vystavět ve druhé polovině 14. století zeměpanská rodina Soósovců. V roce 1490 byl kostel rozšířen o presbytář. V první polovině 19. století byla přistavěna sakristie. Na kostele byly provedeny ve 20. století rozsáhlejší opravy, při kterých v roce 1914 byla odstraněna šindelová střecha a nahrazena plechovou krytinou. V kostelní věži jsou umístěny dva zvony (větší sv. Urban, menší sv. Jan Křtitel) pocházející z roku 1921, které nahradily původní zvony z roku 1636. Tyto zvony byly v roce 1917 zrekvírovány pro vojenské účely. V neogotické arše se na hlavním oltáři nachází pozdněgotická reliéfní scéna Korunování Panny Marie s plastikami sv. Petra a sv. Pavla v bočních nikách. Jde o polychromované dřevořezby vyhotovené kolem roku 1500. Autorství se připisuje prešovskému řezbáři Janu Weissovi.